# Kleinthal (Miesbach)
Kleinthal   ist ein Gemeindeteil von Miesbach auf der Gemarkung Parsberg im oberbayerischen Landkreis Miesbach.

## Ortsbeschreibung
Das Dorf Kleinthal liegt am südöstlichen Stadtrand von Miesbach.

## Bevölkerungsentwicklung
Um 1871 lebten in Kleinthal 14 Einwohner. Bis 1950 stieg die Bevölkerungszahl auf 178 Einwohner und bis 1970 auf 247 Einwohner. Im Mai 1987 gab es 414 Einwohner in 132 Häusern, die in 163 Wohnungen aufgeteilt waren.
| Jahr      | 1871 | 1925 | 1950 | 1970 | 1987 |
| Einwohner | 14   | 24   | 178  | 247  | 414  |

## Einöden
| Foto | Einöde        |
| ---- | ------------- |
|      | Floigerweg 18 |
|      | Am Hochwald 9 |